# 3-乙酰基-6-甲氧基苯甲醛
3-乙酰基-6-甲氧基苯甲醛（英語：3-Acetyl-6-methoxybenzaldehyde）是一种天然有机化合物，最初在沙漠毒菊（学名Encelia farinosa）的叶片中提取出来。化學式為C10H10O3。